# Bertha Pappenheim
Bertha Pappenheim (Viena, 27 de fevereiro de 1859 — Iselberg, Alemanha, 28 de maio de 1936) foi uma líder de movimento feminista, assistente social e escritora judia austro-alemã. Ficou conhecida pelo pseudônimo Anna O., criado pelo médico e fisiologista Josef Breuer em seu livro Studies on Hysteria, escrito em colaboração com Sigmund Freud.

## A paciente
Bertha foi líder de diversos movimentos sociais pela defesa e garantia dos direitos humanos, civis e políticos das mulheres durante a ascensão do Nazismo na Alemanha. Por volta dos vinte anos, foi abalada com a longa doença terminal do pai que, juntamente com as tensões da infância, foram as responsáveis pelo desencadear de um quadro chamado na época de histeria, e marcado por sintomas como depressão, nervosismo, tendência ao suicídio, paralisia, perturbações visuais, contraturas musculares e outros, e que a deixavam praticamente inválida. Foi, então, levada ao médico Josef Breuer, pertencente à elite de cientistas vienenses da época, e ele a tratou de 1880 a 1882, documentando o seu caso.
Inicialmente, Bertha foi submetida a sessões de hipnose pelo método criado por Jean-Martin Charcot, conhecido como sugestão hipnótica. O médico hipnotizava a paciente e emitia uma ordem para que o sintoma remitisse. Mas, no decorrer do tratamento de Bertha a sugestão hipnótica parecia ser ineficaz e, num certo momento, Breuer descobriu que ao invés de emitir uma ordem ele deveria pedir para que ela recordasse, sob hipnose, o momento traumático que leva ao surgimento do sintoma, lembrança essa que ela não tinha acesso consciente, ou seja, sem estar hipnotizada. Ainda sob hipnose, a paciente conseguia relatar essas lembranças intoleráveis que haviam sido recalcadas e assim, através da fala, o sintoma desaparecia. A própria Bertha chamou o tratamento de "cura pela fala". Freud considera esse o primeiro caso de tratamento pela psicanálise pois envolve a possibilidade de tratar sintomas físicos pela fala. Desse caso deriva uma das primeiras teorias de funcionamento psíquico da psicanálise, a teoria da defesa, apresentada no importante livro "Estudos sobre a Histeria", escrito por Josef Breuer e Sigmund Freud conjuntamente. Muitas pessoas acreditam que Breuer posteriormente a encaminhou para Freud, o que não é verdade. Segundo Freud, em sua autobiografia, o caso termina sem Bertha estar plenamente curada. Ela desenvolve uma "gravidez psicológica" dizendo ser o filho de Breuer o que leva ele à abandonar o caso, diferentemente do que o doutor relata em "Estudos sobre a Histeria". Posteriormente, esse tipo de situação, comum nos casos clínicos, será conceituado por Freud como um fenômeno tranferencial onde o inconsciente é atualizado na sessão clínica.
Dessa forma, Bertha Pappenheim teve um papel muito importante no desenvolvimento do método que Breuer denominou catarse, e que viria ser o fundamento da futura psicanálise.

## A assistente social e a feminista
Após várias internações, e do agravamento dos sintomas da doença em razão da dependência em morfina, começou a dedicar-se ao trabalho social em prol da dignidade da mulher judia.
Em 1902, Bertha fundou e dirigiu por 29 anos a Weibliche Fürsorge (Assistência da Mulher), uma instituição destinada a colocar órfãs em lares adotivos, a educar mães sobre o cuidado com seus bebês, e a dar orientação vocacional e oportunidades de emprego para moças. Foi o primeiro abrigo e lar coletivo para mães solteiras e seus filhos, para crianças e meninas retiradas da prostituição.
Em 1904, fundou a "Liga das Mulheres Judias", a primeira organização judaica a lutar pelos direitos civis e religiosos da mulher judia, e da qual foi a presidente por vinte anos.

## A escritora

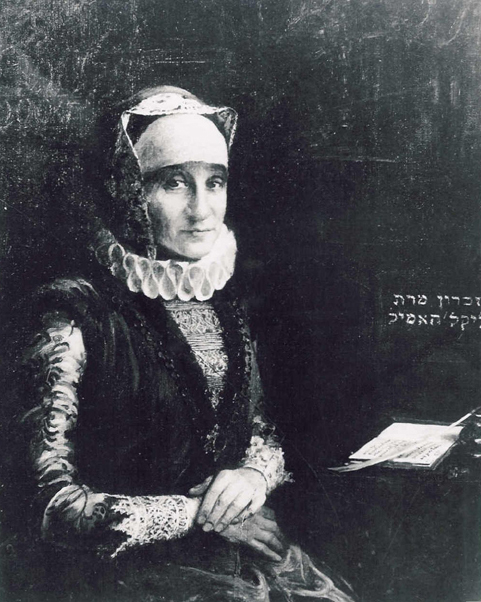
Bertha Pappenheim em vestuário de Gluekl von Hameln, pintura de Leopold Pilichowski (1869–1933)

Em 1890 publicou o livro de contos Na loja de segunda mão, sob o pseudônimo de Paul Berthold. Em 1899 escreveu a peça de teatro Direitos da Mulher e traduziu para o alemão o livro da feminista Mary Wollstonecraft, A Vindication of the Rights of Woman, que havia sido publicado em 1792.
Uma de suas publicações mais conhecidas é Sisyphus-Arbeit (O trabalho de Sísifo), em alusão ao trabalho incansável do herói grego Sísifo, que persistentemente empurrava uma pedra para o alto da montanha, quantas vezes essa voltasse a rolar montanha abaixo.
Em 1910, Bertha publicou O problema judeu na Galícia e Sobre a condição da população judia na Galícia, sobre a relação do baixo nível de educação com a pobreza entre as meninas judias. No mesmo ano traduziu as Memórias de Gluekl von Hameln (a primeira autobiografia de uma mulher na Alemanha), que era um parente remoto seu. Em 1913 publicou a peça teatral Momentos trágicos.
Após deixar a presidência da Liga das Mulheres, Bertha traduziu o Maaseh Buch, uma coleção de narrativas judaicas tradicionais; o Ze'enah u-Re'enah, uma bíblia seiscentista da mulher, de Isaac Ashkenazi; os cinco Megillot, que são o Livro de Ester, o Livro de Rute, o Cântico dos Cânticos, o Eclesiastes e o Lamentações; e o Haftarot, uma seleção de textos dos profetas lidos em ocasiões especiais.